# Semaine 44
 (juillet 2017).
Si vous disposez d'ouvrages ou d'articles de référence ou si vous connaissez des sites web de qualité traitant du thème abordé ici, merci de compléter l'article en donnant les références utiles à sa vérifiabilité et en les liant à la section « Notes et références ».
D'après la norme ISO 8601, une semaine débute un lundi et s'achève un dimanche, et une semaine dépend d'une année lorsqu'elle place une majorité de ses sept jours dans l'année en question, soit au moins quatre. Dès lors, la semaine 44 est la semaine du quarante-quatrième jeudi de l'année. Elle suit la semaine 43 et précède la semaine 45 de la même année.
La semaine 44 est pratiquement toujours la semaine du 1er novembre, sauf exceptionnellement, dans le cas d'une année bissextile commençant un jeudi.
Elle commence au plus tôt le 25 octobre et au plus tard le 1er novembre.
Elle se termine au plus tôt le 31 octobre et au plus tard le 7 novembre.

## Notations normalisées
La semaine 44 dans son ensemble est notée sous la forme W44 pour abréger.
| Jour de la semaine 44 | Notation |
| --------------------- | -------- |
| Lundi                 | W44-1    |
| Mardi                 | W44-2    |
| Mercredi              | W44-3    |
| Jeudi                 | W44-4    |
| Vendredi              | W44-5    |
| Samedi                | W44-6    |
| Dimanche              | W44-7    |

## Cas de figure
| Cas | Le 31 décembre est… | L'année est une année… | Le quarante-quatrième jeudi de l'année tombe… | La semaine 44 débute… | La semaine 44 s'achève…  | Premier cas après 2008 |
| --- | ------------------- | ---------------------- | --------------------------------------------- | --------------------- | ------------------------ | ---------------------- |
| 0   | Un vendredi         | bissextile DC          | Le 28 octobre                                 | Le lundi 25 octobre   | Le dimanche 31 octobre   | 2032                   |
| 1   | Un jeudi            | D ou ED                | Le 29 octobre                                 | Le lundi 26 octobre   | Le dimanche 1er novembre | 2009                   |
| 2   | Un mercredi         | E ou FE                | Le 30 octobre                                 | Le lundi 27 octobre   | Le dimanche 2 novembre   | 2014                   |
| 3   | Un mardi            | F ou GF                | Le 31 octobre                                 | Le lundi 28 octobre   | Le dimanche 3 novembre   | 2013                   |
| 4   | Un lundi            | G ou AG                | Le 1er novembre                               | Le lundi 29 octobre   | Le dimanche 4 novembre   | 2018                   |
| 5   | Un dimanche         | A ou BA                | Le 2 novembre                                 | Le lundi 30 octobre   | Le dimanche 5 novembre   | 2017                   |
| 6   | Un samedi           | B ou CB                | Le 3 novembre                                 | Le lundi 31 octobre   | Le dimanche 6 novembre   | 2011                   |
| 7   | Un vendredi         | C                      | Le 4 novembre                                 | Le lundi 1er novembre | Le dimanche 7 novembre   | 2010                   |

1. 1 2 3  Dans ce cas, l'année compte une semaine 53.